# Bodens Bandyklubb
Il Bodens Bandyklubb (meglio noto come Bodens BK o semplicemente Boden) è una società calcistica svedese con sede nella città di Boden. Disputa le proprie partite casalinghe presso la Boden Arena.

## Storia
Il club, fondato nel 1916, era originariamente una squadra di bandy, uno sport su ghiaccio giocato principalmente nell'Europa del nord. Due anni più tardi, nel 1918, nacque la sezione calcistica. La sezione di bandy cessò la propria attività nel 1966.
Nel 2002 la squadra vinse il campionato di terza serie della regione del Norrland, riuscendo a disputare il campionato di Superettan per tre anni consecutivi. Nel 2003 infatti la squadra chiuse all'11º posto, mentre al termine dell'anno seguente riuscì a salvarsi grazie ai due punti di scarto sulla terzultima. Due punti di distacco furono invece fatali nel 2005, quando il Boden retrocesse complice un pessimo finale di stagione.
Dal 2006 al 2011 la squadra ha sempre giocato in Division 1, ad eccezione del campionato 2009 quando disputò la Division 2 conquistando però immediatamente la promozione. Nel 2012 è tornata a militare in Division 2.

## Palmarès

### Competizioni nazionali
- Norrländska Mästerskapet: 8

1926, 1928, 1929, 1936, 1937, 1938, 1941, 1944
- Division 2: 2

2002, 2009
- Ettan: 1

2023 (Norra)

### Altri piazzamenti
- Norrländska Mästerskapet:

Finalista: 1925, 1939, 1949